# Nyctiophylax kisoensis
Nyctiophylax kisoensis là một loài Trichoptera trong họ Polycentropodidae. Chúng phân bố ở miền Cổ bắc.